# Oligocén
Oligocén (33,9 Ma – 23 Ma před současností) je geologická epocha v spadající do geologické éry kenozoika a to do její nejstarší periody paleogénu. Název oligocén byl odvozen od starořeckých adjektiv „ὀλίγος“ (oligos) (doslova „nečetný, málo“) a „καινός“ (kainos) — jež bylo latinizováno na „caenus“ —, znamenajícího „nový“, úhrnem tedy něco jako „málo nového, málo současného“. Název se vztahuje k výsledkům porovnání druhového zastoupení fosilií mořského planktonu s dnešním stavem.

## Geologie a klima

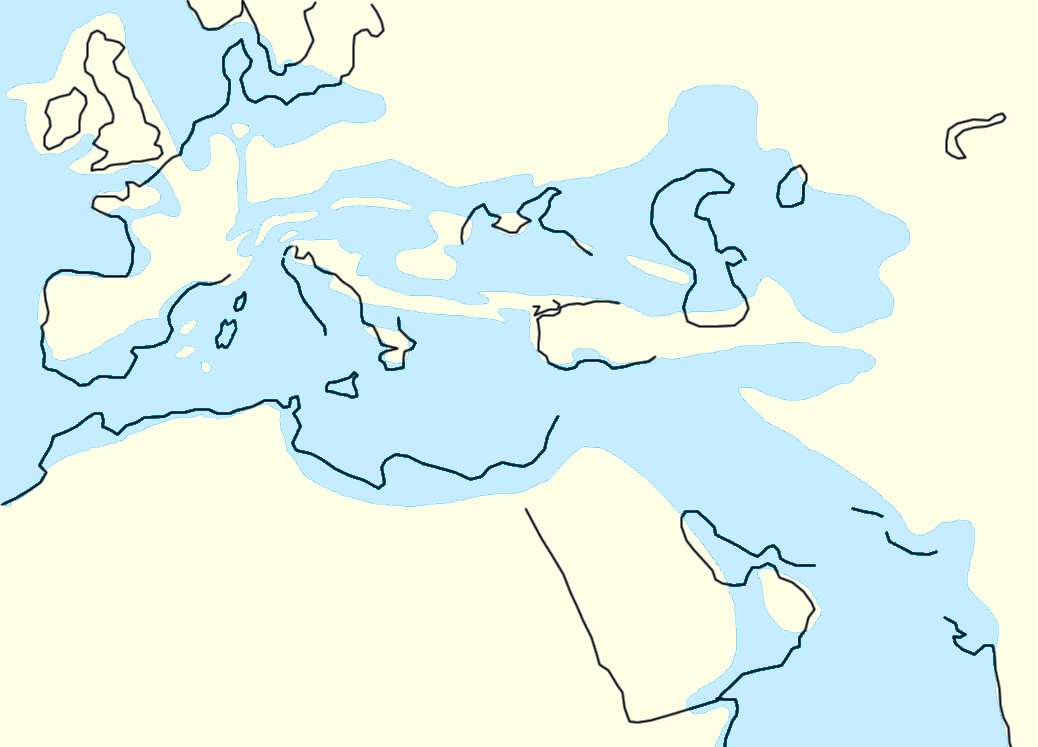
Uzavírající se oceán Tethys a ostrovní oblasti Paratethydy před zhruba 30 miliony let.

V oligocénu pokračovalo posouvání africké tektonické desky k severu započaté již v mezozoiku (druhohorách), což mělo za následek uzavírání oceánu Tethys, postupně tedy vznikalo dnešní Středozemní moře. Horotvorné procesy v pásmu v okolí kolize africké a eurasijské desky vedly k výzdvihu zárodků tzv. neoidních pohoří Alp, Pyrenejí či Karpat. Tyto zdvihající se oblasti proměnily severozápadní část Tethys v řadu navzájem propojených mořských pánví se spoustou ostrovů, tedy tzv. Paratethys.
Na počátku oligocénu došlo k razantnímu ochlazení klimatu, jež mělo značné důsledky jak na tvar a rozsah pevnin, tak na živé organismy. Kvůli ochlazení totiž došlo k podstatnému poklesu hladiny moří, čímž se vynořily pevninské mosty umožňující migraci živočichů mezi doposud oddělenými pevninami. Na druhou stranu došlo k vymírání v suchozemských i mořských faunách, značných změn doznalo i rostlinstvo. Chladného výkyvu si poprvé všiml již v roce 1909 paleontolog Hans Georg Stehlin, jenž ho nazval velkým přelomem. V dalším průběhu oligocénu již k žádným tak výrazným změnám klimatu nedošlo a období se z dnešního pohledu jeví jako poměrně klidné.
Dříve se za příčinu tohoto ochlazení jednoznačně pokládalo oddělení Antarktidy od Austrálie a Jižní Ameriky, které spadá právě do této doby. Osamostatněný kontinent přímo na jižním pólu totiž v důsledku rotace Země obklopily chladné cirkumpolární mořské proudy, ty kontinent klimaticky izolovaly od teplejších oblastí a v důsledku toho se zde začal tvořit pevninský ledovcový štít, jak ho známe dnes. Přesto i v současnosti se vliv oddělení Antarktidy uvažuje. Současné výzkumy ale naznačují,[zdroj?] že tento proces by nevedl k ochlazení na severní polokouli, které v paleontologických záznamech můžeme dnes vyčíst, naopak by pravděpodobně způsobil oteplení. Příčiny této události měly patrně globálnější charakter, jako např. pokles hladiny oxidu uhličitého v atmosféře, v téže době se též naplno otevřelo spojení mezi vznikajícím Atlantikem a chladnějším polárním mořem.
Přestože mluvíme o výrazném ochlazení, oligocenní svět nebyl zdaleka tak chladný a suchý jako v např. v pozdějším pleistocénu, ale ani jako dnes. Na Antarktidě sice již vězel mohutný pevninský ledovec, nedosahoval však dnešního rozsahu a okraj kontinentu byl pokryt polární tundrou. Na severu ještě žádná trvale zamrzlá území neexistovala a rozdíly mezi podnebnými pásy nebyly tak výrazné jako dnes.

## Život
V souvislosti s ochlazením na začátku období a postupujícím vysušováním klimatu se proměňovalo i rostlinstvo, a tím i celé biotopy. Ubylo tropických deštných lesů, naopak se značně rozšířily lesy sezónně opadavých stromů mírného pásma. Ty byly rozšířené na většině území Evropy, Asie a na značných rozlohách v Severní Americe, částečně též v severní Africe. Nově se objevily jehličnaté a smíšené lesy chladných pásem na severu Eurasie, Severní Ameriky, ale pokrývaly též Grónsko či nejjižnější cíp Jižní Ameriky, zpočátku též nejsevernější oblasti Antarktidy, kde kromě tvořícího se ledovcového štítu v oblasti samotného jižního pólu, byla rozšířena též oblast polární tundry, severská polární tundra však ještě neexistovala. S ubýváním vláhy v rozsáhlých oblastech docházelo k rozšiřování otevřené krajiny, jež zarůstala travinami nebo charakteristickým biotopem hustých drobných keříků a travin, jenž zůstal zachován v jižní Africe poblíž Mysu Dobré naděje, kde se nazývá fynbos.

Klimatický přelom na rozhraní eocénu a oligocénu měl zásadní vliv na savčí fauny kontinentů zejména na severní polokouli. Živočichové migrovali přes přechodně vynořenou oblast Beringie mezi Severní Amerikou a Eurasií, ale významné bylo i trvalé vynoření turgajského prolomu v předpolí vznikajícího Uralu, což konečně spojilo Evropu s Asií, čímž byla umožněna další migrace, takže i v Evropě od této doby nalézáme řadu původně východoasijských nebo i severoamerických rodů. Z Evropy naopak zmizela řada tropických druhů, např. primitivní primáti omoyidi a adapidi. V průběhu oligocénu se některým skupinám placentálních savců podařilo dostat i na izolovaný kontinent Jižní Ameriky obývaný jinak převážně vačnatci, z této doby jsou zde známá morčata a primáti. Savčí fauna se modernizovala a začalo přibývat velkých forem, zejména z řádu nosorožcovitých v Eurasii a Africe, v Severní Americe to byla Titanotheria, což byli též mohutní savci podobní dnešním nosorožcům.
Teprve v tomto období se objevují první velcí savčí megaherbivoři (obří býložravé druhy s tělesnou hmotností přesahující zhruba 1000 kilogramů). Nejspíš i díky této absenci se mohly výrazně rozšířit palmovité dřeviny.
Na všech kontinentech se paralelně rozvíjely podobně vypadající a specializované druhy a na všech kontinentech je znát snaha obsadit nově vznikající otevřené biotopy. Zde žijícím savcům se postupně prodlužovaly nohy a snižoval počet kopyt, s rostoucími rozměry býložravců rostly i rozměry predátorů, kteří se jimi živili. Pravé šelmy ještě neměly mezi masožravci tak dominantní postavení, po celé severní polokouli byla ale rozšířena jejich primitivnější obdoba v podobě tzv. nepravých šelem ze skupiny Creodonta, jenž později, zejména v první polovině miocénu, dosáhly obřích rozměrů.
Značný rozvoj byl zaznamenán u primátů, kteří se v této době rozšířili již na všechny kontinenty kromě Austrálie a Antarktidy, přičemž způsob, jakým se mohli dostat do Jižní Ameriky zůstává záhadou. Tento kontinent ještě nebyl spojen se Severní Amerikou a měl tedy charakter obřího ostrova značně vzdáleného od zbytku světa. Vzdálenost ze starého světa však zdaleka nebyla taková, jako dnes – byla zhruba třetinová. Pokles hladiny moří též mohl odhalit zvýšená místa Středoatlantického hřbetu jako řadu ostrovů v půli cesty. Primáti se tak mohli souhrou okolností přeplavit na náhodných vorech. Další teorie hovoří o migraci severní cestou přes vynořenou Beringovu úžinu a soustavu ostrovů mezi oběma Amerikami, třetí teorie pak o paralelním vývoji z primitivnějších forem, které už v Jižní Americe žily. Ve Starém světě se v průběhu oligocénu objevují první zástupci rodu Proconsul nebo Dendropithecus, jejichž vývoj pokračuje v miocénu.